# نورآباد (سیرجان)
نورآباد یک روستا در ایران است که در دهستان گلستان (سیرجان) واقع شده‌است.